# ناوچه کلاس گارسیا
ناوچه کلاس گارسیا (به انگلیسی: Garcia-class frigate) یک کلاس از کشتی است که طول آن ۴۱۴ فوت ۶ اینچ (۱۲۶٫۳۴ متر) می‌باشد.